# Pierre Fontaine
Pierre Fontaine (Brussel, 3 juli 1814 - Brussel, 9 december 1882) was een Belgisch hotelier en kunstverzamelaar.
In 1851 startte hij een hotel in de ontluikende badstad Oostende en had daar grote ambities mee. Van meetaf aan wist hij een internationaal, welstellend, vaak adellijk cliënteel aan te trekken. Tot in 1876 wist hij door aankoop van belendende percelen het hotel verder uit te breiden.
Pierre Fontaine was een notoir kunstverzamelaar die vooral investeerde in Belgische kleinmeesters van zijn tijd : landschapschilders, marineschilders, schilders van genretaferelen. Op het einde van zijn leven (1881) verwierf hij "Rode poon" van het jonge Oostendse talent Willy Finch. Een gedeelte van de collectie was in kabinetsstijl opgehangen in een salonruimte van het hotel.
In het zomerseizoen 1860 hield hij samen met Joseph Sacré een tijdelijke kunstgalerie open op de Oostendse Zeedijk.
Na zijn dood bleef het schilderijenkabinet in het hotel op zijn plaats. Ook toen het "Grand hôtel Fontaine" in andere handen kwam (resp. Pierre Jean Coutermans, dan diens weduwe Marie Hendrichs, en ten slotte haar zoon Louis Pierre Coutermans; al die tijd met Jean Bernard Elleboudt als uitbater) In de vroege 20ste eeuw verscheen een reeks van vier prentkaarten met de vier wanden van het schilderijenkabinet.
Het verdere lot van de verzameling is niet gekend. Het hotel zelf had zwaar te lijden tijdens een beschieting vanuit zee op 21 maart 1918.